# واروژان وارطانیان
واروژان ورامی وارطانیان (ارمنی: Վարուժան Վռամի Վարդանյան؛ زاده ۲۲ ژوئن ۱۹۴۸ - درگذشته ۱۶ ژوئن ۲۰۱۰) نقاش اهل ارمنستان بود.	

## زندگی‌نامه
وی در ۲۲ ژوئن ۱۹۴۸ در آرواتساگ در به دنیا آمد و از انستیتو دولتی هنری و نمایشی ایروان (۱۹۷۱) فارغ‌التحصیل گشت.   وی همچنین برنده جوایزی همچون نقاش شایسته جمهوری ارمنستان (۲۰۰۳) شد. وی در ۱۶ ژوئن ۲۰۱۰ در سن ۶۱ سالگی ایروان درگذشت